# Švábský spolek
Švábský spolek, svaz nebo také liga (německy Schwäbischer Bund, Bund im Lande Schwaben) byla středověká obranná vojenská aliance říšských stavů ve Svaté říši římské. Uskupení zahrnovalo svobodná říšská města, preláty, říšská knížectví a říšské rytířstvo – a to zejména území původního raně středověkého Švábského vévodství, které zaniklo v roce 1313. Švábský spolek byl založen v Esslingenu roku 14. února 1488 Fridrichem III. Habsburským a zanikl 2. února 1534 v důsledku postupující reformace.

## Seznam členů

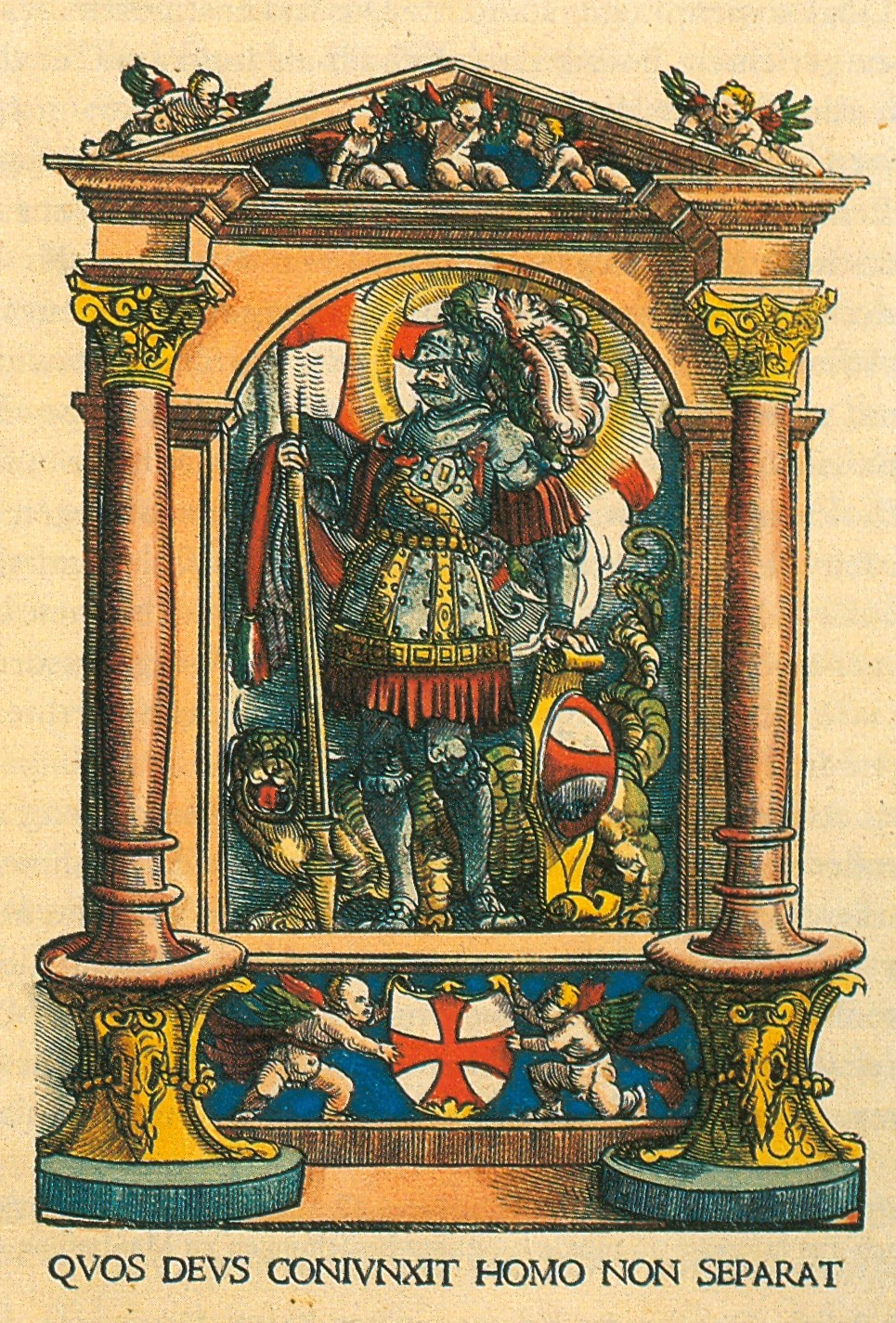
Velký zdobný znak Švábského spolku

- Přední Rakousy a Tyrolsko – Zikmund Habsburský, arcivévoda Předních Rakous a hrabě tyrolský, na jeho místo nastoupil Maxmilián I. v roce 1490
- Württembersko – württemberský hrabě Eberhard I. (povýšen na vévodu v roce 1495), nástupce vévoda Eberhard II. od roku 1496

Do roku 1489 se přidala další říšská knížata:
- Augsburské knížecí biskupství – augsburský kníže-biskup Fridrich II. Hohenzollernský
- Bádensko – bádenský markrabě Kryštof I.
- Braniborsko-ansbašské markrabství – braniborsko-ansbašský markrabě Jiří Fridrich z Hohenzollernu
- Braniborsko-baroutské markrabství – braniborsko-bayreuthský markrabě Zikmund z Hohenzollernu
- Mohučské kurfiřtství – mohučský arcibiskup Bertold Hennebersko-Römhildský, kurfiřt
- Trevírské kurfiřtství – trevírský arcibiskup a kurfiřt Jan II. Bádenský

Po roce 1500 se spolek rozšířil o dřívějšího protivníka:
- Bavorsko-mnichovské vévodství – bavorsko-mnichovský vévoda Albrecht IV. Moudrý, od roku 1503 vévoda sjednoceného Bavorska.

V roce 1512 vystoupilo Bádensko a Württembersko, novými členy se stali:
- Bamberské knížecí biskupství
- Eichstättské knížecí biskupství
- Hesensko – hesenský lankrabě Filip I. v roce 1519
- Rýnská Falc – rýnský falckrabě Ludvík V. Wittelsbach, kurfiřt
- Falcko-neuburské vévodství – neurburská falckrabata Ota Jindřich a Filip Wittelsbach
- Würzburské knížecí biskupství – würzburský kníže-biskup Konrád II. z Thüngenu v roce 1523
- Salcburské knížecí arcibiskupství – salcburský kníže-arcibiskup Matyáš Lang z Wellenburgu, v roce 1525.

Členy bylo také 26 svobodných říšských měst původního městského spolku:
| - Aalen - Augsburg - Biberach - Bopfingen - Dinkelsbühl - Donauwörth - Esslingen - Giengen - Heilbronn |  | - Isny - Kaufbeuren - Kempten - Leutkirch - Lindau - Memmingen - Nördlingen - Pfullendorf - Ravensburg |  | - Reutlingen - Schwäbisch Gmünd - Schwäbisch Hall - Überlingen - Ulm - Wangen - Weil - Wimpfen |